# Џерманвингс
Џерманвингс била је нискотарифна авио-компанија са седиштем у Келну, Немачка. Саобраћа на преко 80 дестинација у Европи. Главна чворишта авио-компаније се налазе на аеродромима Келн-Бон и Штутгарт, а у нешто мањој мери и на аеродрому Берлин-Тегел. Мање базе налазе се и на аеродромима Хановер и Дортмунд.
Од јануара 2013. године, Луфтханза је започела процес трансфера већине рута у европском кратколинијском саобраћају Џерманвингсу, изузимајући своје главне базе у Франкфурту и Минхену, уз предвиђање да ће Џерманвингс превести 18 милиона путника до краја 2013. године.

## Историја
Током 1997. године, авио-компанија Јуровингс је основала нискотарифну филијалу, која је постала независна компанија под именом Џерманвингс 27. октобра 2002. Џерманвингс је 7. децембра 2005. потписао уговор о куповини 18 авиона типа Ербас 320, са роком испоруке између јула 2006. па до краја 2008. године.
Током зимског реда летења 2004.–2005., Џерманвингс је узео на лизинг два авиона типа Боинг 717, у циљу тестирања овог типа авиона, али их касније није наручио.

### Промена власничке структуре
Током 2008. године постојали су планови о спајању компанија Џерманвингс, Јуровингс и ТУИфлај у једну авио-компанију, која би се лакше носила са конкуренцијом Ер Берлина на немачком тржишту и са Изиџетом и Рајанером на страним тржиштима, али до остварења тих планова никада није дошло. Уместо тога, Џерманвингс је постао нискотарифна филијала у стопроцентном власништву Луфтханзе 1. јануара 2009.

### Ребрендирање
Током 2012. године, Луфтханза је објавила намеру да препусти већину летова у европском кратколинијском саобраћају Џерманвингсу, осим оних из својих главних база у Франкфурту и Минхену.

## Флота
Флота Џерманвингса, по подацима из јануара 2015. године, састоји се од следећих авиона:
| Летелица         | У употреби | Поруџбине | Бр. путника | Напомене                                                             |  |
| ---------------- | ---------- | --------- | ----------- | -------------------------------------------------------------------- |  |
| Ербас A319-100   | 42         | 0         | 144 / 150   |                                                                      |  |
| Ербас A320-200   | 16         | 4         | 174         | Наруџбине су летелице Луфтханзе. Поједини авиони у бојама Луфтханзе. |  |
| Ербас A320-200   | 2          | 4         | 162         | Користи их Еуровингс.                                                |  |
| Бомбардир CRJ900 | 21         | 0         | 90          | Користи их Еуровингс.                                                |  |
| Укупно           | 81         | 4         |             |                                                                      |  |

Просечна старост флоте, по подацима из јануара 2015. године, је 9,2 године.

## Пословни подаци
Основни подаци о пословању компаније налазе се у табели испод. Џерманвингс се налази у стопроцентном власништву Луфтханзе од 1. јануара 2009. године.
| Година                                      | 2008        | 2009        | 2010  | 2011  |
| ------------------------------------------- | ----------- | ----------- | ----- | ----- |
| Обрт (у милионима €)                        | 628         | 580         | 630   | 687   |
| Профит (пре одбитка пореза) (у милионима €) | 39          | 63          | −9    | −15   |
| Број запослених                             | 1.046       | 1.111       | 1.272 | 1.274 |
| Број путника (у милионима)                  | 7,6         | 7,2         | 7,7   | 7,5   |
| Попуњеност кабине (у %)                     | -           | -           | 77.2  | 78.2  |
| Број авиона у флоти                         | 25          | 26          | 30    | 30    |
| Напомене/извори - (на енглеском)            | [ 6 ] [ 7 ] | [ 8 ] [ 9 ] |       |       |

## Услуга
Као и друге нискотарифне авио-компаније, Џерманвингс не издаје посебне резервације седишта, мада је уз доплату могуће одабрати седиште. При укрцавању путници слободно бирају своја места. То не важи за особе са посебним потребама и породице са малом децом, које се укрцавају пре осталих путника, као и власници „Џерманвингскард“ (карта бонус програма за лојалне путнике). При чекирању сваки путник добија број. Путници се у авион из чекаонице при излазу (енг. gate) укрцавају по тим бројевима и бирају слободна места.
У авиону се продају ужина и пиће. Званични часопис компаније се зове GW и дели се бесплатно. За разлику од већине других европских нискотарифних компанија, Џерманвингс слеће искључиво на главне аеродроме.
Резервације за Џерманвингс се врше преко Интернета, мада је у Немачкој могуће резервисати карте и преко путничких агенција, које су прикључене резервационом систему АМАДЕУС. Плаћање се врши путем кредитне картице, али постоји и могућност да се власницима немачких текућих рачуна новац одбије директно са рачуна при резервацији. У земљама где Џерманвингс лети постоји и могућност телефонских резервација. Цене авиокарата из Београда се тренутно крећу од 49,99 евра па навише, у једном правцу. Те цене су доступне свима који рано резервишу своје карте или у току „распродаје“ карата, која се најављује искључиво путем електронске поште. За те информације је потребна претходна регистрација на интернет страницама Џерманвингса. Иначе важи генерално правило за нискотарифне авиопревознике: што је ближи датум путовања, то су цене веће.